# Rafael Azcona
Rafael Azcona Fernández (Logroño, 24 ottobre 1926 – Madrid, 24 marzo 2008) è stato uno sceneggiatore spagnolo.

## Biografia
Il suo nome è legato in modo particolare a quello del regista italiano Marco Ferreri, con il quale ha collaborato regolarmente negli anni sessanta e settanta, fin dall'esordio cinematografico di entrambi, El pisito del 1959, tratto dall'omonimo romanzo dello stesso Azcona.
Nel corso della sua carriera ha lavorato più volte con Carlos Saura e Luis García Berlanga.
Ha vinto ben sette Premi Goya, fra i quali quello alla carriera. Ha ricevuto il Premio Flaiano per la sceneggiatura per il complesso della sua produzione artistica.

## Filmografia
- El pisito, regia di Marco Ferreri (1959)
- La carrozzella, regia di Marco Ferreri (1960)
- Il tesoro dei barbari (El secreto de los hombres azules), regia di Edmond Agabra (1961)
- Placido, regia di Luis García Berlanga (1961)
- Mafioso, regia di Alberto Lattuada (1962)
- Le quattro verità (Les quatre vérités), regia di Alessandro Blasetti, Hervé Bromberger, René Clair e Luis García Berlanga (1962)
- Una storia moderna: l'ape regina, regia di Marco Ferreri (1963)
- La ballata del boia, regia di Luis García Berlanga (1964)
- Un rincón para querernos, regia di Ignacio F. Iquino (1964)
- Controsesso, episodio Il professore, regia di Marco Ferreri (1964)
- La donna scimmia, regia di Marco Ferreri (1964)
- L'uomo dei cinque palloni, regia di Marco Ferreri (1965)
- Marcia nuziale, regia di Marco Ferreri (1965)
- Una moglie americana, regia di Gian Luigi Polidoro (1965)
- L'estate, regia di Paolo Spinola (1966)
- Tuset Street, regia di Jorge Grau e Luis Marquina (1967)
- Il fischio al naso, regia di Ugo Tognazzi (1967)
- L'harem, regia di Marco Ferreri (1967)
- Frappé alla menta (Peppermint Frappé), regia di Carlos Saura (1967)
- Las pirañas, regia di Luis García Berlanga (1967)
- La tana (La madriguera), regia di Carlos Saura (1969)
- Los desafíos, regia di Rafael Azcona, José Luis Egea, Víctor Erice e Claudio Guerín (1969)
- ¡Vivan los novios!, regia di Luis García Berlanga (1970)
- Las secretas intenciones, regia di Antonio Eceiza (1970)
- El monumento, regia di José María Forqué (1970)
- Il giardino delle delizie (El jardín de las delicias), regia di Carlos Saura (1970)
- La volpe dalla coda di velluto (El ojo del huracán), regia di José María Forqué (1971)
- L'udienza, regia di Marco Ferreri (1971)
- Un omicidio perfetto a termine di legge, regia di Tonino Ricci (1971)
- La cera virgen, regia di José María Forqué (1972)
- Si può fare... amigo, regia di Maurizio Lucidi (1972)
- Una ragione per vivere e una per morire, regia di Tonino Valerii (1972)
- Erica... un soffio di perversa sessualità (Tarot), regia di José María Forqué (1973)
- La grande abbuffata (La grande bouffe), regia di Marco Ferreri (1973)
- Anna e i lupi (Ana y los lobos), regia di Carlos Saura (1973)
- La revolución matrimonial, regia di José Antonio Nieves Conde (1974)
- Non toccare la donna bianca, regia di Marco Ferreri (1974)
- Fischia il sesso, regia di Gian Luigi Polidoro (1974)
- Permettete signora che ami vostra figlia?, regia di Gian Luigi Polidoro (1974)
- La cugina Angelica (La prima Angélica), regia di Carlos Saura (1974)
- Life Size (Grandezza naturale) (Grandeur nature), regia di Luis García Berlanga (1974)
- El poder del deseo, regia di Juan Antonio Bardem (1975)
- Pim, pam, pum... ¡fuego!, regia di Pedro Olea (1975)
- L'ultima donna, regia di Marco Ferreri (1976)
- El anacoreta, regia di Juan Estelrich (1977)
- Mi hija Hildegart, regia di Fernando Fernán Gómez (1977)
- Un hombre llamado Flor de Otoño, regia di Pedro Olea (1978)
- La escopeta nacional, regia di Luis García Berlanga (1978)
- Ciao maschio, regia di Marco Ferreri (1978)
- La miel, regia di Pedro Masó (1979)
- La familia, bien, gracias, regia di Pedro Masó (1979)
- El divorcio que viene, regia di Pedro Masó (1980)
- Patrimonio nazionale (Patrimonio nacional), regia di Luis García Berlanga (1981)
- 127 millones libres de impuestos, regia di Pedro Masó (1981)
- Bésame, tonta, regia di Fernando González de Canales (1982)
- Nacional III, regia di Luis García Berlanga (1982)
- Don Chisciotte, regia di Maurizio Scaparro (1983) (TV)
- La vaquilla, regia di Luis García Berlanga (1985)
- La corte de Faraón, regia di José Luis García Sánchez (1985)
- Hay que deshacer la casa, regia di José Luis García Sánchez (1986)
- L'anno delle luci (El año de las luces), regia di Fernando Trueba (1986)
- El pecador impecable, regia di Augusto Martínez Torres (1987)
- Il bosco animato (El bosque animado), regia di José Luis Cuerda (1987)
- Mori e cristiani (Moros y cristianos), regia di Luis García Berlanga (1987)
- Come sono buoni i bianchi!, regia di Marco Ferreri (1988)
- Pasodoble, regia di José Luis García Sánchez (1988)
- Soldadito español, regia di Antonio Giménez Rico (1988)
- Il volo della colomba (El vuelo de la paloma), regia di José Luis García Sánchez (1989)
- Ossessione d'amore (Sangre y arena), regia di Javier Elorrieta (1989)
- La mujer de tu vida: La mujer infiel, regia di José Luis García Sánchez (1990) (TV)
- ¡Ay, Carmela!, regia di Carlos Saura (1990)
- Chechu y familia, regia di Álvaro Sáenz de Heredia (1992)
- Belle Époque, regia di Fernando Trueba (1992)
- Il tiranno Banderas (Tirano Banderas), regia di José Luis García Sánchez (1993)
- La mujer de tu vida 2: La mujer cualquiera, regia di José Luis García Sánchez (1994) (TV)
- Suspiros de España (y Portugal), regia di José Luis García Sánchez (1995)
- El rey del río, regia di Manuel Gutiérrez Aragón (1995)
- El seductor, regia di José Luis García Sánchez (1995)
- Gran Slalom, regia di Jaime Chávarri (1996)
- La Celestina, regia di Gerardo Vera (1996)
- Tranvía a la Malvarrosa, regia di José Luis García Sánchez (1997)
- En brazos de la mujer madura, regia di Manuel Lombardero (1997)
- Siempre hay un camino a la derecha, regia di José Luis García Sánchez (1997)
- Una pareja perfecta, regia di Francesc Betriu (1998)
- La niña dei tuoi sogni (La niña de tus ojos), regia di Fernando Trueba (1999)
- La lingua delle farfalle (La lengua de las mariposas), regia di José Luis Cuerda (1999)
- Adiós con el corazón, regia di José Luis García Sánchez (2000)
- El paraíso ya no es lo que era, regia di Francesc Betriu (2001)
- Son de mar, regia di Juan José Bigas Luna (2001)
- La marcha verde, regia di José Luis García Sánchez (2002)
- Franky Banderas, regia di José Luis García Sánchez (2004)
- Los girasoles ciegos, regia di José Luis Cuerda (2008)
- L'ultimo Pulcinella, regia di Maurizio Scaparro (2008)

## Riconoscimenti
- Premi Goya
  - vincitore
    - 1988: miglior sceneggiatura – Il bosco animato
    - 1991: miglior sceneggiatura non originale (con Carlos Saura) – ¡Ay, Carmela!
    - 1993: miglior sceneggiatura originale (con José Luis García Sánchez e Fernando Trueba) – Belle Époque
    - 1994: miglior sceneggiatura non originale (con José Luis García Sánchez) – Il tiranno Banderas
    - 1998: Premio alla carriera
    - 2000: miglior sceneggiatura non originale (con José Luis Cuerda e Manuel Rivas) – La lingua delle farfalle
    - 2009: miglior sceneggiatura non originale (con José Luis Cuerda) – Los girasoles ciegos

  - candidato
    - 1988: miglior sceneggiatura (con Luis García Berlanga) – Mori e cristiani
    - 1990: miglior sceneggiatura originale (con José Luis García Sánchez) – Il volo della colomba
    - 1997: miglior sceneggiatura non originale (con José Luis García Sánchez) – Tranvía a la Malvarrosa
    - 1999: miglior sceneggiatura originale (con David Trueba, Manuel Ángel Egea e Carlos López) – La niña dei tuoi sogni
    - 2002: miglior sceneggiatura non originale – Son de mar